# Theodore L. Cairns
Theodore L. Cairns (* 20. Juli 1914 in Edmonton; † 16. September 1994) war ein kanadisch-US-amerikanischer Chemiker. Er war Forschungsdirektor bei DuPont und Forschungsberater des US-Präsidenten Richard Nixon.
Cairns studierte an der University of Alberta Chemie mit dem Bachelor-Abschluss 1936 und wurde 1939 bei Roger Adams an der University of Illinois at Urbana-Champaign mit dem Thema über die Stereochemie substituierter Biphenyle) promoviert. Bis 1941 war er Instructor in Organischer Chemie an der University of Rochester und ging dann zu DuPont in deren Forschungszentrum in Wilmington (Delaware). Dort blieb er bis zu seinem Ruhestand 1979. Er war ab 1952 Laborleiter im Central Research Department, 1966 Forschungsdirektor und 1971 Direktor des Central Research Department. Als dieses 1977 mit der Entwicklungsabteilung fusionierte wurde er auch Direktor des neu entstandenen Research and Development Department. 
Im Rahmen der Industrieforschung (bei der er zunächst an Nylon-Modifikationen arbeitete) gelangen ihm die Synthese einiger neuer organischer Verbindungen, wie (inspiriert durch das bei DuPont entwickelte Teflon) Tetracyanoethylen.
Von 1949 bis 1952 war er Herausgeber von Organic Syntheses und 1959 bis 1969 Herausgeber von Organic Reactions. Von 1970 bis 1973 war er wissenschaftlicher Berater von Richard Nixon und vorher von 1969 bis 1972 im wissenschaftlichen Beratungsgremium des Gouverneurs von Delaware. Er war Mitglied der National Academy of Sciences und Vorstand Organische Chemie bei der American Chemical Society. 1973 erhielt er die Perkin Medal, 1974 die Elliott Cresson Medal und 1968 den American Chemical Society Award for Creative Work in Synthetic Organic Chemistry. 1970 wurde er Ehrendoktor der University of Alberta.
Er war US-Staatsbürger. Seit 1940 war er mit Margaret McDonald verheiratet, mit der er vier Kinder hatte. Seine Tochter Margaret Etter (gest. 1992) war Chemie-Professorin an der University of Minnesota.